# Nambo Udik
Nambo Udik is een bestuurslaag in het regentschap Serang van de provincie Banten, Indonesië. Nambo Udik telt 5102 inwoners (volkstelling 2010).